# Evil Conduct
Evil Conduct was een Nederlandse punkband. De band bestond van 1985 tot 1988, daarna van 1998 tot 2015 en in oktober 2018 maakt de band wederom een comeback.

## Biografie
Evil Conduct werd eind 1985 in Roermond, Limburg opgericht. Ze brachten hun eerste single in 1990 uit, getiteld "A Way of Life" (Streetwise Records). In 2000 kwam de eerste lp Sorry... No! uit via het label Skanky'Lil Records uit Antwerpen. Daarnaast heeft de band meerdere malen door Europa getoerd. In 2002 tekenden ze bij Knock Out Records in Duitsland. De band viel uiteen in december 2015.

## Leden
Originele bezetting (1985-2006)
- Han - zang, gitaar
- Frans - basgitaar
- Ray - drums

Tweede bezetting (2006-2015)
- Han - zang, gitaar
- Joost - basgitaar
- Ray - drums

Derde bezetting (2015)
- Han - zang, gitaar
- Joost - basgitaar
- Phil - drums

Vierde bezetting (2018-2021)
- Han - zang, gitaar
- Frans - basgitaar
- Ray - drums

Huidige bezetting (2021-heden)
- Han - zang, gitaar
- Tom - basgitaar
- Ray - drums

## Discografie

### Albums
- 2000 - Sorry... No! (Skanky'Lil Records)
- 2002 - Eye For an Eye (Knock Out Records)
- 2007 - King of Kings (Knock Out Records)
- 2010 - Rule O.K. (Randale Records)
- 2012 - Working Class Anthems (Randale Records)
- 2014 - Today's Rebellion (Randale Records)
- 2015 - Live at Wild at Heart

(Randale Records)
- 2023 - 10 Tracks... No Bullshit ( Randale Records)

### Singles en ep's
- A Way of Life (Streetwise Records)
- Boot Boys (Mad Butcher Records)
- Never Let You Down (Randale Records)
- The Way We Feel (Randale Records)
- Turning The Past Into The Present (split met The 4 Skins)
- Home Sweet Home/One Of The Boys (Randale Records)
- The Way We Feel (Randale Records)

- Another Day (Randale Records)
- Lost Time (Randale  Records)